# Ipinda
Ipinda ist ein Verwaltungsbezirk (Ward) des Distrikts Kyela in der tansanischen Region Mbeya. Er grenzt im Norden an den Distrikt Busokelo, im Osten an die Bezirke Makwale und Ndobo, im Südosten an Lusungo, im Süden an Talatala und im Westen an Muungano.

## Geografie
Ipinda ist ein ländlicher Bezirk im Südwesten von Tansania. Er liegt nordwestlich vom Malawisee mit der Kleinstadt Ipinda im Süden. Die Grenze im Osten bildet der Fluss Lufilyo. Die Fläche des Bezirks beträgt 43,8 Quadratkilometer und bei der Volkszählung 2022 lebten hier 27.665 Menschen in 7602 Haushalten.

## Gliederung
Der Bezirk besteht aus elf Gemeinden (Mtaa) mit 16 Orten (Kitongoji):
| Ikulu - Ikulu Kanisani - Ikulu Kusini | Kafundo - Kafundo Kaskazini - Kafundo Kati - Kafundo Kusini | Ipinda - Ipinda Kaskazini - Ipinda Kati - Ipinda Kusini | Kanga - Kanga A - Kanga B - Mwangulu | Kiingili - Kiingili A - Kiingili B - Lukuju - Mahenge | Lupaso - Lupaso - Kanyelele | Ikumbilo - Ikumbilo - Kalulya | Ngamanga - Mitugutu - Ngamanga Kati - Ibungu | Kisale - Mbangamoyo - Iringa | Bujela - Bujela - Lupaso | Mabunga - Mbamila - Mpunguti - Nsongola |

## Wirtschaft und Infrastruktur
- Bildung: Die Dinobb Secondary School ist eine 2009 gegründete weiterführende Schule mit einer Ausbildung für Mädchen und Burschen bis zur 6. Stufe, die auch Heimunterbringung anbietet.[5] Die Kisegese Secondary School und die Kimammpe Secondary School sind öffentliche Schulen bis zur 4 Stufe.[6][7]
- Gesundheit: In Ipinda befindet sich ein öffentliches Gesundheitszentrum, das ambulante und stationäre Dienste anbietet.[8]